# 1550 az irodalomban
Az 1550. év az irodalomban.

## Új művek

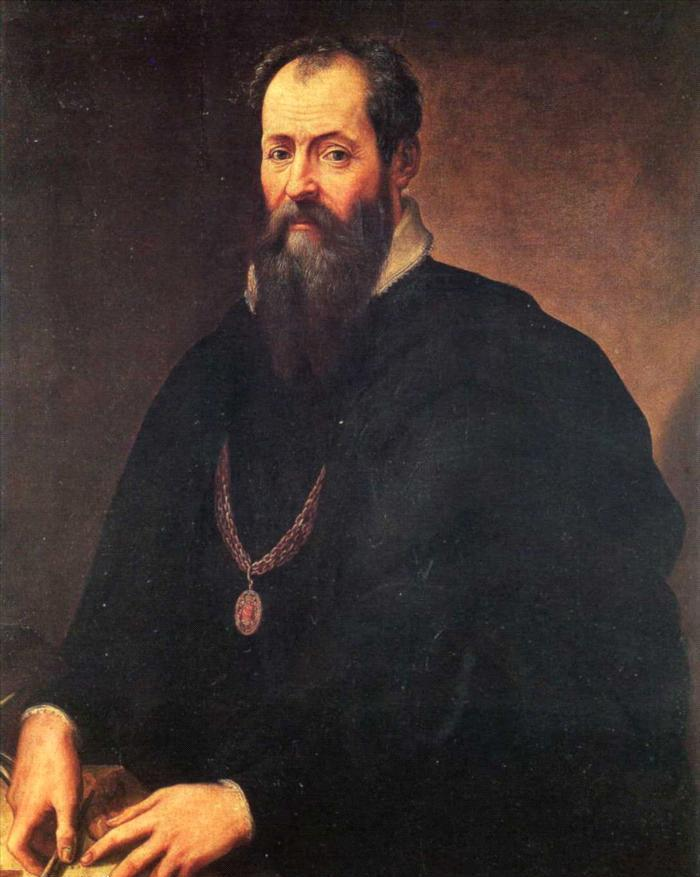
Giorgio Vasari

- Sztárai Mihály: Az igaz papsagnac tikere (Krakkó)
- Primož Trubar szlovén protestáns reformátor Tübingenben megjelenteti az első két szlovén nyelvű nyomtatott könyvet: Abecedarium (Ábécéskönyv, 1550); Katekizem v slovenskem jeziku (Katekizmus, 1551)
- Pierre de Ronsard: Les Odes (Ódák, négy kötet; az ötödik kötet 1552-ben jelent meg)
- Théodore de Bèze svájci teológus Sacrifice d'Abraham (Ábrahám áldozata) című drámája
- Giorgio Vasari olasz építész, manierista festő művész-életrajzainak gyűjteménye: Le vite de' più eccellenti pittori, scultori, e architettori (A legkiválóbb festők, szobrászok és építészek élete). Második, bővített kiadása 1568-ban uo. jelent meg.

## Születések
- 1550. után – Telegdy Kata, az első ismert magyar költőnő († 1599 után)
- 1550. körül – Mikołaj Sęp Szarzyński lengyel költő a manierizmus időszakában († 1581 körül)

## Halálozások
- november 7. – Jón Arason izlandi költő, római katolikus püspök, az izlandi könyvnyomtatás elindítója (* 1484 ?)
- december 8. – Gian Giorgio Trissino itáliai reneszánsz humanista, költő, drámaíró, nyelvész (* 1478)